# Грб Приморске Покрајине
Грб Приморске Покрајине је званични симбол једног од субјеката Руске федерације са статусом покрајине — Приморске Покрајине. Грб је званично усвојен 2. фебруара 1995. године.

## Опис грба
Грб Приморске Покрајине приказује Андрејин крст плаве боје на зеленом пољу са златним пролазећим усуријским тигром на средини.
Крст Светог Андреја симболизује регион као приморску тврђаву Руског далеког истока. Плава боја крста симболички представља боју мора, а зелена је боја тајги. Амурки (усурски) тигер симболизује јединствено природе региона и живота у њој.
Први овакав амблем покрајине у црно-бијелом издању, појавио се 2. фебруара 1995. године, да би коју годинину касније, грб добио и своје садашње боје. Коначни изглед данашњи грб је добио 21. јануара 2003. године.